# Rogers Vacuum Tube Company
Rogers Vacuum Tube Company (precedentemente nota Radio Manufacturing Corporation Limited e originariamente come Standard Radio Manufacturing Corporation) è stata un'azienda fondata nel 1925 da Edward Rogers (1900–1939) per vendere le radio Rogers, "senza batteria" e con una tecnologia basata sul tubo a vuoto.

## Storia
Quando Rogers nel 1928 decise di fondersi con la Majestic Corporation di Chicago, fu rinominata Rogers Majestic Corporation Limited e controllava sia la Rogers Radio Tube Company sia la Rogers Batteryless Radio Company. Joseph Elsworth Rogers (1898–1960), fratello di Edward, fu vice-presidente della compagnia fino al 1939, quando passò a presidente, mantenendo la carica fino al 1960.
La compagnia fondò la radio AM di Toronto CFRB per promuovere il prodotto da lei inventato della radio senza batterie, oltre a dimostrare l'invenzione di un trasmettitore radio senza batteria che utilizzava tubi a corrente alternata. Questo rese la CFRB la prima stazione radio completamente elettrica al mondo Edward Rogers morì nel 1939 e l'azienda venne venduta nel 1941 alla Small Electric Motors Ltd. (divenuta la divisione della Royal Philips Electronics), che le cambiò nome da Rogers Majestic Corporation Limited a Standard Radio Ltd.